# Ragtime (film)
Ragtime – amerykański dramat filmowy z 1981 roku w reżyserii Miloša Formana, zrealizowany na podstawie powieści E.L. Doctorowa o tym samym tytule. Zdjęcia kręcono w Nowym Jorku i New Jersey.

## Opis fabuły
Nowy Jork, 1910 rok. Coalhouse Walker Jr. jest czarnoskórym pianistą, który ma nieprzeciętny talent. Planuje poślubić porzuconą wcześniej Sarah, która wraz z dzieckiem znajduje się pod opieką białej rodziny. Ale rasistowski żart strażaka i dyskryminacja rasowa w dochodzeniu do praw popychają go do ataku terrorystycznego - opanowania biblioteki i groźby jej wysadzenia. W tym czasie Evelyn Nesbit Thaw zdobywa sławę w dość nietypowy sposób.

## Główne role
- James Cagney – komisarz Rhinelander Waldo
- Brad Dourif – młodszy brat
- Moses Gunn – Booker T. Washington
- Elizabeth McGovern – Evelyn Nesbit
- Kenneth McMillan – Willie Conklin
- Pat O’Brien – pan Delphin Delmas
- Donald O’Connor – instruktor tańca Evelyn
- James Olson – ojciec
- Mandy Patinkin – Tateh
- Howard E. Rollins Jr. – Coalhouse Walker jr
- Mary Steenburgen – matka
- Debbie Allen – Sarah
- Jeffrey DeMunn – Harry Houdini
- Robert Joy – Henry "Harry" Kendall Thaw
- Norman Mailer – Stanford White

## Nagrody i nominacje
Oscary za rok 1981
- Najlepszy scenariusz adaptowany - Michael Weller (nominacja)
- Najlepsze zdjęcia - Miroslav Ondříček (nominacja)
- Najlepsza scenografia i dekoracje wnętrz - John Graysmark, Patrizia von Brandenstein, Tony Reading, George DeTitta Sr., George DeTitta Jr., Peter Howitt (nominacja)
- Najlepsze kostiumy - Anna Hill Johnstone (nominacja)
- Najlepsza muzyka oryginalna - Randy Newman (nominacja)
- Najlepsza piosenka - One More Hour - muz. i sł. Randy Newman (nominacja)
- Najlepszy aktor drugoplanowy - Howard E. Rollins Jr. (nominacja)
- Najlepsza aktorka drugoplanowa - Elizabeth McGovern (nominacja)

Złote Globy 1981
- Najlepszy dramat (nominacja)
- Najlepsza reżyseria - Miloš Forman (nominacja)
- Najlepsza piosenka - One More Hour - muz. i sł. Randy Newman (nominacja)
- Najlepszy aktor drugoplanowy - Howard E. Rollins Jr. (nominacja)
- Najlepsza aktorka drugoplanowa - Mary Steenburgen (nominacja)
- Odkrycie roku - aktor - Howard E. Rollins Jr. (nominacja)
- Odkrycie roku - aktorka - Elizabeth McGovern (nominacja)